# Дан Фрост
Дан Фрост (дан. Dan Frost, 22 травня 1961) — данський велогонщик.
Олімпійський чемпіон 1988 року в гонці за очками, учасник 1984, 1992 років.